# Cape Canso
Cape Canso är en udde i Kanada.   Den ligger i provinsen Nova Scotia, i den östra delen av landet, 1 200 km öster om huvudstaden Ottawa.
Terrängen inåt land är mycket platt. Havet är nära Cape Canso österut. Trakten är glest befolkad. Närmaste större samhälle är Canso, 6,4 km nordväst om Cape Canso. 